# Joel Kotkin
Pour les articles homonymes, voir Kotkin.

Joel Kotkin (né le 28 décembre 1952 à New York) est un géographe, économiste et chercheur en urbanologie à l'université Chapman à Orange, dans l'agglomération de Los Angeles, en Californie.

## Biographie
Kotkin a étudié à San Francisco, à l'Université de Californie à Berkeley.
Joel Kotkin publie des articles et des livres sur les tendances démographiques, sociales et économiques aux États-Unis et à l'international.
Il est un contributeur régulier du The Daily Beast et de Forbes.com.
Il'est membre du comité de rédaction de l'Orange County Register.